# Czarna Struga (dopływ Odry koło Nowej Soli)
Czarna Struga (Czarna) – rzeka, lewy dopływ Odry o długości 40,16 km i powierzchni zlewni 239,82 km².
Rzeka płynie w województwie lubuskim w powiatach nowosolskim i zielonogórskim. Wypływa z okolic miejscowości Pielice niedaleko Nowogrodu Bobrzańskiego. Płynie przez Obniżenie Nowosolskie, część pradoliny Barycko-Głogowskiej. Jest równoległa do położonej na północ od niej rzeki Śląska Ochla, uchodzi do Odry na wschód od Nowej Soli.